# Henri Christophe
Henri Christophe (ur. 6 października 1767 na Grenadzie, zm. 8 października 1820 w Cap-Haïtien) – haitański polityk, prezydent Haiti od 17 lutego 1807. Ogłosił się królem Haiti jako Henryk I 28 marca 1811. Nazywany „Czarnym Napoleonem”.

## Życiorys
Będąc niewolnikiem, pracował w hotelu w Cap-Français jako szef służby. Był świadkiem publicznej egzekucji w czasie której stracono Vincenta Ogé. W 1793 roku ożenił się z Marią Ludwiką Codovic, córką właściciela hotelu. Para miała piątkę dzieci. Gdy wybuchła rewolta, zgłosił się do oddziałów wyzwoleńczych, a jego męstwo i umiejętności zwróciły uwagę dowództwa. Wkrótce stał się prawą ręką Toussainta L'Ouverture'a.
Wybrany dożywotnio prezydentem państwa Haiti w lutym 1807 roku, po śmierci Jean-Jacques’a Dessalinesa. Cztery lata po otrzymaniu prezydentury, 28 marca 1811 roku Christophe zmienił Haiti w królestwo, przyjmując tytuł „Króla Haiti i Wysp Przyległych” z imieniem Henryk I. Został ukoronowany rankiem 2 czerwca 1811 w kościele przygotowanym do tego celu na placu w Cap-Henri. Króla i królową Marię Ludwikę ukoronował Corneille Brelle, arcybiskup Haiti. Christophe od samego początku starał się zdobyć tytułami i orderami wierność różnych ludzi.
Król wprowadził Kodeks Enrique złożony z dwóch tysięcy czterech artykułów, który był rygorystycznie przestrzegany i dzięki któremu kraj znacznie się rozwinął. W 1817 roku sto pięćdziesiąt cudzoziemskich statków wywoziło z Haiti cukier, melasę, tytoń i kakao do krajów europejskich. Pod administracją Christophe’a eksport produktów z jego kraju osiągnął wartość stu czterdziestu milionów funtów. Zabroniono żebractwa i prostytucji; wzrosło znaczenie religii i małżeństwa. Otwarto szkołę medyczną i szkołę malarstwa, a oświata publiczna szybko się rozwijała.
Ostatecznie system Christophe'a zmienił się w despotyczną tyranię. Monarcha zbyt wiele wymagał od swoich poddanych; w związku z tym było coraz więcej niezadowolonych z nadmiernej surowości i z żelaznej dyscypliny, której musieli się poddawać. 15 sierpnia 1820 roku król udał się na mszę, w czasie której dostał ataku apopleksji. Wydarzenie to doprowadziło do zawiązania intryg, które w niecałe dwa miesiące doprowadziły do upadku królestwa.
Rewolucja pałacowa przeciwko schorowanemu królowi rozprzestrzeniła się szybko na cały kraj. Wieczorem 8 października władca poszedł do swoich prywatnych komnat w pałacu Sans-Souci, wziął kąpiel z pachnącymi solami i popełnił samobójstwo, strzelając sobie złotą kulą w serce. Miał pięćdziesiąt trzy lata, a panował lat czternaście.
Po latach Henri Christophe został zrehabilitowany na Haiti, a jego posąg na koniu wznosi się w stolicy kraju, Port-au-Prince.